# Serge Ramaekers
Serge Ramaekers, né le 17 avril 1966, est un DJ, auteur et producteur de musique belge connu sous le pseudonyme de Sir-G.

## Biographie
En 1988, il obtient ses premiers succès avec la formation new beat Confetti's. Un an plus tard, Serge Ramaekers fait un remix de la chanson Marina de Rocco Granata. Ce remix se vend à deux millions d'exemplaires en Allemagne.
En 1990, il a du succès en Europe avec son projet Cartouche (Feel The Groove) et obtient une notation au Billboard américain. Il se fait remarquer avec un remix de Freddie Mercury Living On My Own.
En tant que producteur, il a gagné le succès avec The Dinky Toys (My Day will come) et avec T-Spoon (Sex on the beach,Tom's Party).
Depuis 2001, il travaille comme producteur pour la formation belge Orion Too (nl).
En 2004 et 2005, il fait partie de D-Me, duo de dance music. Il est également composé de Dimitri Vantomme, chanteur, né le 9 mai 1979 à Moorslede en Belgique. En 2003, celui-ci tente sa chance en participant à Idool (en), la version flamande de Nouvelle Star et fait partie des groupes Spirit et Sodapop. En 2005, il est animateur de télévision de Live Request sur JIM.

## Discographie
- Always Been Real
- 2 Spirits
- French Kiss (Lil' Louis)
- Wine Down Low
- Better Than Ever

Vidéoclips
- French Kiss - Sir-G : Ce clip montrant deux filles s'embrassant, est considéré comme le clip le plus érotique jamais produit en Belgique. Le montage de la vidéo a été fait par Serge Ramaekers[3],[4].